# Мороз, Юрий Дмитриевич
Юрий Дмитриевич Мороз (род. 5 мая 1950, Замужанье, Борисовский район, Минская область) — министр сельского хозяйства и продовольствия Республики Беларусь (1998—2000).

## Биография
Окончил Белорусский институт механизации сельского хозяйства в 1974 году, инженер-механик.
С 1983 по 1996 г. возглавлял совхоз «Беловежский».
С 1996 по 1997 г. председатель комитета по сельскому хозяйству и продовольствию Брестского облисполкома.
С 1997 г. первый заместитель, а с 1998 по 2000 г. — министр сельского хозяйства и продовольствия Республики Беларусь.
Член Совета Республики четвёртого и пятого созывов.
С 2002 по 2017 г. работал директором агрокомплекса «Беловежский».

## Награды
- Орден Отечества II степени
- Орден Отечества III степени (21 декабря 2004 года) — за проявленное мастерство, самоотверженный труд, профессионализм, большой личный вклад в обеспечение своевременной уборки урожая зерновых, кормовых и технических культур, получение высоких намолотов и валовых сборов зёрен, достижение значительных успехов в животноводстве[1]
- Орден Трудового Красного Знамени
- Бронзовая медалью ВДНХ СССР «За достигнутые успехи в развитии народного хозяйства СССР»
- Юбилейная медаль «65 лет Победы в Великой Отечественной войне 1941—1945 гг.»
- Юбилейная медаль «65 лет освобождения Республики Беларусь от немецко-фашистских захватчиков»
- «100 лет профсоюзному движению Беларуси»
- Грамота Верховного совета БССР
- Почётная грамота Верховного Совета БССР
- Почётная грамота Национального собрания Республики Беларусь
- Почётная грамота Совета Министров Республики Беларусь
- Почетными грамотами Комитета по сельскому хозяйству и продовольствию Брестского областного исполнительного комитета
- Межпарламентская Ассамблея Евразийского экономического сообщества
- Дипломом Брестского областного исполнительного комитета «Человек года в агропромышленном комплексе — 2009»